# Список млекопитающих, занесённых в Красную книгу Азербайджана
Список млекопитающих, занесённых в Красную книгу Азербайджана
| Название                  | Научное название         | Статус                                                                              | Распространение | Места обитания                                                                                      | Источники информации                      |
| ------------------------- | ------------------------ | ----------------------------------------------------------------------------------- | --- | --------------------------------------------------------------------------------------------------- | ----------------------------------------- |
| Южный подковонос          | Rhinolophus euriale      | Редкий, малочисленный, периферийный вид с ограниченной областью распространения.    | Ходжавенд, Шуша, Ордубад | Типичные обитатели пещер                                                                            | Красная книга Азербайджанской ССР,1989 г. |
| Широкоухий складчатогуб   | Tadarida teniotis        | Крайне редкий вид с ограниченным ареалом                                            | Нагорный Карабах | Чаще всего складчатогубы встречаются в скалистых ущельях.                                           | Красная книга Азербайджанской ССР,1989 г. |
| Обыкновенный длиннокрыл   | Minipterus schreibersi   | Малочисленный вид с ограниченным ареалом.                                           | Малый Кавказ | Обитают преимущественно в подземельях, редко — в старинных каменных зданиях.                        | Красная книга Азербайджанской ССР,1989 г. |
| Рысь                      | Felis lynx               | Редкий, малочисленный подвид                                                        | Шеки-Закатальских, Исмаиллинских и Шемахинских лесах                                                                          | Заселяет низменные и горные леса                                                                    | Красная книга Азербайджанской ССР,1989 г. |
| Переднеазиатский леопард  | Panthera pardus tulliana | В Азербайджане является крайне редким подвидом, находится под угрозой исчезновения. | Ленкоранский район, Астаринский район Лерикский район, Нахичеванская АР, Нагорный Карабах                                     | Обитает преимущественно в глухих горных лесах со скалами и ущельями                                 | Красная книга Азербайджанской ССР,1989 г. |
| Степной кот               | Felis libyca             | В Азербайджане находится под угрозой исчезновения.                                  | Муганские и Сальянские степи и долина реки Аракс.                                                                             | Населяет равнины, поросшие кустарниками и тростником, тугаи.                                        | Красная книга Азербайджанской ССР,1989 г. |
| Манул                     | Felis manul              | Крайне редок, численность вида сокращается.                                         | Нахичевань | Населяет степи и пустыни, предпочитает каменистые нагорья и скалистые склоны гор.                   | Красная книга Азербайджанской ССР,1989 г. |
| Полосатая гиена           | Hyaena hyaena            | Крайне редкий, исчезающий вид с ограниченным ареалом.                               | предгорьях Боздага, в Шекинский район и Геокчайский район.                                                                    | Обитает в основном в сухих глинистых пустынях, каменистых предгорьях, ущельях и каменистых россыпях | Красная книга Азербайджанской ССР,1989 г. |
| Джейран                   | Gazella subgutturosa     | В Азербайджане находится под угрозой исчезновения.                                  | Мильско-Карабахской, Ширванской и Джейранчельской степях.                                                                     | Полынная и полынно-солянковая полупустыни                                                           | Красная книга Азербайджанской ССР,1989 г. |
| Перевязка                 | Vormela peregusna        | В Азербайджане редкий и малочисленный вид.                                          | Мильско-Карабахской, Ширванской, Муганской равнинах, в предгорьях Малого и Большого Кавказа.                                  | Заселяет главным образом низменные и предгорные участки.                                            | Красная книга Азербайджанской ССР,1989 г. |
| Безоаровый козел          | Capra aegagrus           | Редкий вид, имеет тенденцию к сокращению ареала и численности.                      | на северных склонах Шахдагского и Муровдагского хребтов, Карабахском нагорье, в Лачинском и Кальбаджарском районах Нахичевань | Населяет сухие скалистые горы                                                                       | Красная книга Азербайджанской ССР,1989 г. |
| Закавказский горный баран | Ovis ammon gmelini       | Малочислен, имеет узкий ареал, находится на грани исчезновения.                     | Нахичевань | Населяет открытые горные стации со спокойным рельефом                                               | Красная книга Азербайджанской ССР,1989 г. |